# Economía de Camboya
La economía de Camboya ha experimentado un rápido progreso económico en la última década. La renta per cápita, aunque aumenta rápidamente, es baja en comparación con la mayoría de los países vecinos. Desde el año 2004 la industria de ropas, la construcción, la agricultura y el turismo han conducido el crecimiento del país. El PIB creció más de 6% al año entre 2010 y 2012. La manufactura de ropas emplea actualmente más de 400 mil personas y responde por el 70% de las exportaciones del país.
La principal actividad doméstica de la que la mayoría de hogares rurales dependen es la agricultura y la relacionada con los subsectores. La producción manufacturera es variada, pero no muy extensa, y se llevan a cabo principalmente de forma artesanal e informal. El sector de servicios está fuertemente concentrado en las actividades comerciales y los servicios relacionados con cáterin. En el año 2020, después de muchos años de espera, se comenzó por primera vez con la extracción de petróleo.

## La economía en los años 1990
Durante 1995, el gobierno implementó políticas firmes de estabilización en circunstancias difíciles. En general, el desempeño macroeconómico era bueno. El crecimiento en 1995 se estima en un 7% debido a una mejor producción agrícola (arroz, en particular). El fuerte crecimiento de la construcción y los servicios continuaron. La inflación se redujo del 26% en 1994 a sólo el 6% en 1995. Las importaciones aumentaron como consecuencia de la disponibilidad de financiamiento externo. Las exportaciones también aumentaron, debido a un aumento en las exportaciones de madera. Con respecto al presupuesto, tanto el déficit actual como el general fueron menores de lo inicialmente apuntado.
Después de cuatro años de sólido desempeño macroeconómico, la economía de Camboya se desaceleró drásticamente en 1997-98 debido a la crisis económica regional, la violencia civil y las luchas políticas internas. Las inversiones extranjeras y el turismo cayó. Además, en 1998 la cosecha principal se vio afectada por la sequía. Pero en 1999, el primer año completo de la paz en 30 años, se ha avanzado en las reformas económicas y el crecimiento se reanuda a 4%. El desarrollo a largo plazo de la economía después de décadas de guerra sigue siendo un desafío de enormes proporciones. La población carece de educación y habilidades productivas, particularmente en la pobreza rural postrado, que sufre de una falta casi total de servicios básicos de infraestructura. Recurrente inestabilidad política y la corrupción dentro del gobierno desalientan la inversión extranjera y retrasar la ayuda exterior. En el lado positivo, el gobierno está abordando estos problemas con la ayuda de los donantes bilaterales y multilaterales.

## La ayuda exterior
La democracia emergente de Camboya ha recibido un fuerte apoyo internacional. En virtud del mandato realizado por la Autoridad Provisional de las Naciones Unidas en Camboya, APRONUC (UNTAC en inglés), han sido gastados 1.720 millones de dólares en un esfuerzo por lograr la seguridad básica, la estabilidad y la democracia en el país. En cuanto a la ayuda económica, los donantes oficiales se habían comprometido a aportar 880 millones de dólares en la Conferencia Ministerial sobre la Rehabilitación de Camboya (MCRRC) en Tokio, en junio de 1992, a la que se añadió una donación de 119 millones de dólares en septiembre de 1993, en la reunión de la Comisión Internacional para la Reconstrucción de Camboya, en París, y 643 millones de dólares en marzo de 1994 en la reunión del Comité Internacional de Reconstrucción de Camboya (CIRC) en Tokio. Hasta la fecha, por lo tanto, el importe total comprometido para la rehabilitación de Camboya es de aproximadamente 12.300 millones de dólares.

## La evolución reciente
En 2007 el PIB (producto interior bruto) creció un 18,6% aproximadamente, de acuerdo con el promedio 2000/06 del 9,5 por ciento. Las exportaciones de ropa aumentaron casi un 8%, las llegadas de turistas aumentaron casi un 35%, y se duplicó la actividad en la construcción. Cuando las exportaciones sufrieron un poco de desaceleración, el crecimiento del PIB de 2007 fue impulsado por el consumo y la inversión. La inversión extranjera directa alcanzó los 600 millones de dólares americanos (7 por ciento del PIB), ligeramente más que lo que el país recibió en ayuda oficial. La inversión interna, impulsada principalmente por el sector privado, representó el 23,4 por ciento del PIB. Alrededor de 2.860 nuevas empresas se registraron en el 2007, un incremento del 71 por ciento con respecto a 2006.
Es increíble que Camboya no se viera afectada por la crisis mundial de 2008, con una débil tasa de crecimiento del 0,1% que se recuperó en el 2010 con una tasa de crecimiento del 6%. Sin embargo, en 2009 GFC, la tasa de inflación de Camboya tenía una débil deflación de -0,7%.
Aunque los riesgos han aumentado, las perspectivas económicas para 2008 siguen siendo fuertes. La tasa de crecimiento esperado del 7,5 por ciento para el año 2008 refleja una combinación de crecimiento del sector servicios (principalmente turismo) y del de la construcción, junto con una desaceleración de las exportaciones de prendas de vestir.
El crecimiento de las exportaciones, sobre todo a EE. UU., comenzó a disminuir a finales de 2007, acompañado por una mayor competencia de Vietnam y los riesgos emergentes (desaceleración de la economía de los EE. UU. y el levantamiento de salvaguardias a las exportaciones de China). Aunque las exportaciones de cultivos comerciales han crecido rápidamente en los últimos años, la evolución de la industria del textil tiene un gran impacto en las exportaciones de Camboya. Por otra parte, los exportadores de Camboya podrían beneficiarse de la devaluación del dólar. Otro riesgo es la incertidumbre en el sector de la construcción.

## Comercio exterior
En 2019, el país fue el 75o exportador más grande del mundo (US $ 21 mil millones). En términos de importaciones, en 2020, fue el 78.º mayor importador del mundo: 19.200 millones de dólares.

## Sector primario

### Agricultura
Camboya produjo, en 2019:
- 13,7 millones de toneladas de mandioca (séptimo productor mundial);
- 10,8 millones de toneladas de arroz (décimo productor mundial);
- 1,4 millones de toneladas de maíz;
- 678 mil toneladas de vegetales;
- 660 mil toneladas de caña de azúcar;
- 175 mil toneladas de soja;
- 174 mil toneladas de caucho natural;
- 160 mil toneladas de aceite de palma;
- 143 mil toneladas de plátano;
- 90 mil toneladas de frijoles;
- 72 mil toneladas de mango;
- 69 mil toneladas de coco;
- 64 mil toneladas de naranja;
- 25 mil toneladas de piña;
- 14 mil toneladas de tabaco;

Además de producciones más pequeñas de otros productos agrícolas.

### Ganadería
La ganadería del país es pequeña. Camboya produjo, en 2019: 109 mil toneladas de carne de cerdo; 56 mil toneladas de carne de vacuno; 17 mil toneladas de carne de pollo; 10.000 toneladas de carne de pato; 24 millones de litros de leche de vaca, entre otros.

## Sector secundario

### Industria
El Banco Mundial enumera los principales países productores cada año, según el valor total de la producción. Según la lista de 2019, Camboya tenía la 89a industria más valiosa del mundo ($ 4.4 mil millones).

#### La industria del juego
La industria del juego de Camboya apoya su industria turística, en la que se ha concentrado principalmente en la zona de Siem Reap. La introducción de casinos en las ciudades fronterizas y pueblos creó una industria que ha estado prosperando y contribuyendo positivamente a la generación de empleo y al flujo constante de ingresos para el gobierno, aunque sea mínimamente, debido a los niveles que se han observado de la corrupción en la burocracia que regula el sector.
De igual manera, se ha estimulado el crecimiento en diferentes partes del país, como en ciudades fronterizas de Poipet, Bavet y Khong Kho. El enorme potencial de la industria del juego en Camboya, debido a la proximidad a Tailandia donde el juego está prohibido, se queda sin efecto por falta de mano de obra calificada para servir al creciente mercado de los extranjeros. Los 21 casinos registrados en Camboya han estado contratando personas provenientes de Filipinas, país conocido por sus trabajadores cualificados en la industria de la hostelería.

### Construcción
El crecimiento del turismo ha llevado al aumento de la demanda en hoteles y otros tipos de alojamiento cercanos al área de Angkor Wat. Siem Reap, donde se encuentra Angkor Wat, ha sido testigo de un auge en la construcción en los últimos años. La capital, Phnom Penh, ha visto un crecimiento de la construcción con el desarrollo de la industria inmobiliaria, que en la actualidad se centra en unos pocos comercios y edificios de oficinas y hoteles-casino. Proyectos previstos que habían estado en fase de desarrollo desde hace varios años han sido dejados de lado momentáneamente debido a las problemáticas entradas de efectivo y la mala de gestión de sus inversores coreanos. Lo mismo ocurrió con la industria inmobiliaria y la industria de la construcción en Vietnam, donde los coreanos han estado involucrados en proyectos fallidos.
A pesar del proyecto Angkor no existe una industria de automóviles en Camboya.

### Energía
En 2020, el país no produjo petróleo. En 2015, el país consumió 39.000 barriles / día (el 106o mayor consumidor del mundo).

### Minería
El país es un productor relevante de zafiro y rubí. 

## Sector terciario

### Turismo
En 2018, Camboya recibió 6,2 millones de turistas internacionales. Los ingresos por turismo este año fueron de 4.300 millones de dólares.

## Estadísticas
- Inversión (bruta fija): 3% del PIB (2011)
- Ingreso o consumo por porcentaje:
  - 10% más bajo: 2,6%
  - 10% más rico: 23,7% (2011)
- Agricultura - productos: arroz, caucho, maíz, verduras, castañas de cajú, tapioca, seda.
- Industrias: turismo, confecciones, construcción, arroz, la pesca, la madera y productos de carpintería, caucho, cemento, minería, textiles y joyería.
- Producción industrial: 5,7% (2011)
- Electricidad:
  - producción: 1273 millones kWh (2010)
  - consumo: 1,272 mil millones kWh (2010)
  - exportaciones: 0 kWh (2010)
  - importaciones: 274 millones kWh (2010)
- Tipos de cambio: riels (KHR) por dólar de los EE. UU. – 4.097 (2012), 4.395,62 (2011), 4.145 (2010), 4.139,33 (2009), 4.070,94 (2008), 4.006 (2007), 4.103 (2006)